# Zespół delecji 13q
Delecja długich ramion chromosomu 13 (ang. partial monosomy 13q) to rzadka aberracja chromosomalna polegająca na delecji długich ramion chromosomu 13 powodująca zespół wad wrodzonych. Najczęściej dochodzi do delecji interstycjalnej (kariotyp 46,XX,del(13)(q14-q22) lub 46,XY,del(13)(q14-q22)). Na fenotyp zespołu delecji 13q składają się mikrocefalia, trójkątny kształt głowy, hiperteloryzm oczny, mikroftalmia, blepharophimosis, niekiedy epicanthus, wady budowy tęczówki i zaćma wrodzona. Inne spotykane wady to atrezja odbytu, spodziectwo, wnętrostwo, moszna dwudzielna, dysplazja stawów biodrowych, stopy końsko-szpotawe, hipoplazja kciuka. W zespole delecji 13q znamiennie podwyższone jest ryzyko rozwoju retinoblastoma.